# Franz Schmuckenschläger
Franz Schmuckenschläger (* 1. Oktober 1898 in Linz; † 1960 ebenda) war ein österreichischer Architekt, Bildhauer und Beamter.
Er war als Architekt und Bildhauer in den 1920er-Jahren in Linz tätig und gehörte der Künstlervereinigung MAERZ an. Während der NS-Zeit war er stellvertretender Leiter im Linzer Bauhauptamt. Er leitete nach dem Zweiten Weltkrieg das Stadtplanungsamt der Stadt Linz.

## Publikationen
- Das mittelalterliche Stadtbild von Linz, in: Erwin Stein (Hrsg.): Das Buch der Stadt Linz; Die Städte Deutschösterreichs, Band 1, Linz, Berlin, 1927, S. 313–318.
- Die Großstadt im Aufbau, in: Leo Sturma:  Linz, Erbe und Sendung, Kulturbericht der Stadt Linz, Linz, 1941, S. 76ff.
- Neugestaltung der Stadt Linz in den Jahren 1938–1945, Manuskript, Linz, 1938 bis 1945[1]
- Die städtebaulichen Grundlagen der Linzer Neuplanung, in: Der Aufbau 1947, Linz, 1947, S. 107ff.
- Der städtebauliche Wiederaufbau der Stadt Linz  in: Linz – vom Krieg zum Frieden, Die Stimme Österreichs. Zeitschrift für Österreicher und Freunde im Ausland, Heft 20, 1949, S. 7
- Stadtplanung zwischen gestern und morgen, in: Kulturamt der Stadt Linz (Hrsg.), Hanns Kreczi, Linz heute, Buch der Stadt Linz, Linz, 1950, S. 13ff.
- Berichte zur Raumforschung und Raumplanung, Jg. 17, Wien, 1973, H. 1, S. 16